# Benchmark (azienda)
Benchmark è un'azienda di investimenti venture capital statunitense per la prima fase di finanziamenti di numerose startup di successo tra cui Dropbox, Twitter, Uber, Snapchat e Instagram.